# Hanumanus barbieri
Hanumanus barbieri is een keversoort uit de familie klopkevers (Ptinidae). De wetenschappelijke naam van de soort werd in 1950 gepubliceerd door Maurice Pic.